# Еланский район (Западно-Сибирский край)
Ела́нский район — административно-территориальная единица в составе Сибирского края, Западно-Сибирского края РСФСР СССР, существовавшая в 1925—1932 годах.
Районный центр — село Еланское.

## История
Район был образован Постановлением ВЦИК от 25 мая 1925 года из Еланской укрупнённой волости Калачинского уезда Омской губернии. Район вошёл в состав Омского округа Сибирского края.
В декабре 1925 года из Ситниковского сельского совета выделен Барышниковский. Из Воробьёвского сельского совета выделены Никитинский, Яркульский. Из Дмитриевского сельского совета выделен Николо-Гавриловский. Из Еланского сельского совета выделен Красноникольский. Из Нижнеомского сельского совета выделен Камышинский. Из Новоникольского сельского совета выделен Тихоновский. Из Хомутинского сельского совета выделен Рязанский.
В конце 1925 года Яркульский сельский совет вошёл в Воробьёвский.
В 1925 году в районе насчитывалось 50 населённых пунктов, 28 сельских советов, 4468 хозяйств.
В 1926 году в районе насчитывалось 4181 хозяйство, 25 сельских советов, 50 населённых пунктов.
В 1926—1927 годах Усть-Таркский, Кушагинский сельские советы переданы в Татарский район Барабинского округа.
В 1929 году Барышниковский сельский совет присоединён к Ситниковскому. К Еланскому сельскому совету присоединён Красноникольский. Камышинский сельский совет присоединён к Нижнеомскому. Из Большереченского района были переданы Николаевский, Копьёвский сельские советы. Усть-Таркский сельский совет передан из Татарского района Барабинского округа.
19 июня 1929 Еланский район из Омского округа был передан в Барабинский округ Сибирского края.
В сентябре 1929 года Петропавловский сельский совет был присоединён к Николаевскому и Копьёвскому сельским советам Еланского района.
30 июля 1930 года Постановлением ВЦИК Еланский район вошёл в состав Западно-Сибирского края.
На 1 января 1931 года в районе насчитывалось 24 сельских совета (один из них национальный), 58 населённых пунктов. Площадь района 3349 квадратных километров. Ближайшая железнодорожная станция Татарская в 64 километрах. Расстояние до краевого центра 523 километра.
В 1931 году Воробьёвский, Усть-Тарский сельские советы переданы в Татарский район Барабинского округа Западно-Сибирского края. К Еланскому сельскому совету присоединён Николо-Гавриловский. Никитинский сельский совет присоединён к Резинскому. К Тихоновскому сельскому совету присоединён Родькинский. К Усть-Горскому сельскому совету присоединён Рязанский. Ситниковский сельский совет временно был передан в Хортицкий.
Постановлением ВЦИК от 10 декабря 1932 года район ликвидирован:
- 9 сельских советов передано в Иконниковский район (Ачаирский, Воскресенский, Епанчинский, Нижнеомский, Покровский, Ситниковский, Усть-Горский, Хомутинский, Хортицкий);
- 8 сельских советов передано в Татарский район (Дмитриевский, Еланский, Мартыновский, Мурашёвский, Новоникольский, Резинский, Тихоновский, Чинявинский);
- 2 сельских совета передано в Большереченский район (Копьёвский, Николаевский);

## Промышленность
В 1931 году в районе насчитывалось лиц, наёмного труда 2721 человек, из них в совхозах 1727, в строительстве 229, в торговле и потребкооперации 104, просвещенцев 142, в промышленности 61, работников связи 15.
Направление хозяйства в районе молочно-масляное. В районе 3 совхоза «Маслообъединения» с общей площадью 256,4 га. Совхозы имеют тракторов на 335 лошадиных сил, 2260 рабочих лошадей, 19500 голов продуктивного скота. Имеется 19 МТФ с 5337 голов скота (3753 коров). Объединено в 52 колхоза 2524 хозяйства.
Имеется механическая мельница Сибхлебживсоюза в селе Еланском. В мелкой промышленности преобладающими являются: пищевкусовая, мукомольная, маслоделие, сапожное производство.
В 1932 году предполагалось построить 2 опорных маслодельных заводов и электростанцию мощностью 8000 киловатт.

## Социальная сфера
На 1931 год бюджет по доходам составлял 300900 рублей, по расходам 305900 рублей. На душу населения расход 11 рублей 48 копеек.
Почтовая связь осуществляется через почтово-телеграфную контору в селе Еланском. Имеется радиосвязь.
В районе имелось 37 школ I ступени (учащихся 3108), 1 ШКМ (учащихся 77), 1 библиотека, 19 изб-читален. Имеется 1 лечебный участок с 15 койками. Медперсонал 3 человека, один из них врач.
В районе издавался колхозный многотиражный журнал «Социалистическое животноводство» в селе Еланском. Издание выходило 6 раз в месяц. Средний тираж издания 2060 экземпляров. Число подписчиков 2000.

## Административно-территориальное деление
- Ачаирский сельский совет (село Ачаирка)
- Воскресенский сельский совет (село Воскресенка)
- Дмитриевский сельский совет (село Дмитриевка)
- Еланский сельский совет (село Еланка)
- Епанчинский сельский совет (село Епанчино)
- Копьёвский сельский совет (село Копьёво)
- Мартыновский сельский совет (село Мартыново)
- Мурашёвский сельский совет (село Мураши)
- Нижнеомский сельский совет (село Нижняя Омка)
- Николаевский сельский совет (село Николаевка)
- Новоникольский сельский совет (село Новоникольск)
- Покровский сельский совет (село Покровка)
- Резинский сельский совет (село Резино)
- Ситниковский сельский совет (село Ситниково)
- Тихоновский сельский совет (село Тихоновка)
- Усть-Горский сельский совет (село Усть-Горы)
- Хомутинский сельский совет (село Хомутинка)
- Хортицкий сельский совет (село Хортицы)
- Чинявинский сельский совет (село Чинявино)

## Население
На 1925 года по похозяйственным книгам в районе насчитывался 23231 человек.
По переписи населения 1926 года в районе проживало 21454 человека в сельской местности (10437 м — 11019 ж). Крупные национальности: русские, белорусы, украинцы, казаки, мордва, немцы.
Крупнейшие населённые пункты:
- село Еланское — 1667 чел.;
- село Нижняя Омка — 1279 чел.;
- село Мураши — 1088 чел.;
- село Усть-Горы — 1067 чел.;
- деревня Мартыново — 963 чел.;
- деревня Чинявино — 867 чел.;
- село Епанчино — 856 чел.;
- село Покровское — 808 чел.;
- деревня Ачаирка — 804 чел.;
- село Резино — 757 чел.

На 1 января 1931 года в районе проживало 25646 человек в сельской местности. Крупные национальности: русские — 74,0 %, украинцы — 12,7 %, белорусы — 2,7 %.